# 36983 Sumner
36983 Sumner este o planetă minoră (asteroid), cu un diametru de 6,484 km, din centura de asteroizi. A fost descoperită pe 21 septembrie 2000 la Observatorul Național Kitt Peak de Marc Buie⁠(d) și a fost numită după James Edward (Red) Sumner Jr.⁠(d). 
Obiectul prezintă o orbită caracterizată de o semiaxă mare de 2,4148358 UAi, o excentricitate de 0,26, o înclinație de 3,66203 ° în raport cu ecliptica.